# Dino Di Carlo
Dino Di Carlo (Pescara, 21 aprile 1946) è un allenatore di calcio ed ex calciatore italiano, di ruolo portiere.

## Carriera

### Giocatore
Ha disputato 2 incontri nella Serie A 1969-1970 difendendo i pali del Bologna, esordendo in massima serie il 19 aprile 1970 in occasione del pareggio interno con la Sampdoria.
Vince con il lecce il campionato di serie c girone c, 1975-76.
Ha inoltre collezionato 39 presenze in Serie B con la maglia del Catanzaro.

### Allenatore
Nel 2009-2010 ha allenato il A.S.D. Parco De Riseis non riuscendo nel suo intento di vincere il Campionato Giovanissimi di Pescara.
Neanche nel 2010-2011 è riuscito con la stessa società a vincere il Campionato Giovanissimi di Pescara.
Ha allenato il A.S.D. Parco De Riseis fino al dicembre 2011 lasciando il posto a Giovanni Carella.

## Palmarès

### Club

#### Competizioni nazionali
- Coppa Italia: 1

Bologna: 1969-1970
- Campionato italiano Serie C: 1

Lecce: 1975-1976
- Coppa Italia Semiprofessionisti: 1

Lecce: 1975-1976
- Serie D: 1

Chieti: 1976-1977

#### Competizioni internazionali
- Coppa di Lega Italo-Inglese: 1

Bologna: 1970
- Coppa Italo-inglese per semiprofessionisti: 1

Lecce: 1976